# Nergis Mavalvala
Nergis Mavalvala (Lahore, Punjab, Pakistán 1968) es una astrofísica pakistaní-estadounidense destacada por participar en la primera Detección de ondas gravitacionales. Es «profesora de astrofísica Curtis y Kathleen Marble» en el Instituto de Tecnología de Massachusetts (MIT), donde también es directora asociada del Departamento de Física del MIT. Fue galardonada con una beca MacArthur en 2010.
Mavalvala es conocida fundamentalmente por su trabajo en la detección de ondas gravitacionales en el proyecto del Observatorio de ondas gravitacionales del LIGO (interferómetro láser), pero también ha conseguido resultados destacados en otros problemas de física que surgieron de LIGO: por ejemplo, ha realizado experimentos pioneros en el enfriamiento con láser de objetos macroscópicos y en la generación cuántica de luz, conocida como Estado coherente comprimido.

## Trayectoria
Mavalvala nació en Lahore pero se crio principalmente en Karachi, Pakistán. Asistió al Convento de Jesús y María, Karachi, donde obtuvo sus títulos de inglés O-Level y Advanced-Level. Se mudó a los Estados Unidos en 1986 y se matriculó en Wellesley College, donde se licenció en física y astronomía en 1990. Antes de graduarse en 1990, Mavalvala y su profesor de física, Robert Berg, fueron coautores de un artículo en Physical Review B: Condensed Matter. Además ella le ayudó a establecer su laboratorio. Después pasó a hacer su doctorado en física en el MIT en 1997.
Nació en una familia Parsi, en la que Mavalvala era la menor de los dos hijos. Los padres de Mavalvala valoraban mucho las experiencias educativas de sus hijas y alentaron a Mavalvala a seguir una educación superior en el extranjero. Siempre estuvo interesada en las matemáticas y las ciencias cuando era niña, y se consideraba intrínsecamente buena en eso, en contraste con las humanidades. Mavalvala fue educada en el zoroastrismo. Siendo lesbiana, Mavalvala y su pareja tienen dos hijos y residen en Cambridge, Massachusetts, en los Estados Unidos. Mavalvala tiene parte de su familia en Karachi y visitó la ciudad en 2010.
Siendo abiertamente lesbiana y pakistaní, a menudo habla de su identidad y raíces. Mavalvala no fue consciente de su orientación sexual hasta después de la universidad. Dice ser una inmigrante de Pakistán y, se describe a sí misma como una "out, queer, person of color” (una persona de color, queer y fuera del armario). Con frecuencia le preguntan sobre los roles de género y cómo pudo romper la barrera y seguir la carrera de su elección. En una entrevista con el periódico paquistaní Dawn Mavalvala afirma: "Crecí en una familia donde los roles estereotípicos de género no se seguían en realidad". También habla sobre la capacidad de las personas en Pakistán para romper estos roles y estigmas de género: "Cualquiera debería ser capaz de hacer esas cosas. Y soy prueba de ello, porque soy todas esas cosas. La combinación de oportunidades, lo hizo posible para mí."

Mavalvala a menudo se ve como modelo a seguir para aspirantes a mujeres científicas del sur de Asia. De pequeña, Mavalvala siempre estuvo involucrada en trabajos prácticos, y no se veía abocada a roles de género estereotipados en la cultura del sur de Asia, debido a la forma en que se criaron su hermana y ella. Mavalvala afirma que gran parte de su éxito se debe a buenos mentores en los Estados Unidos y Pakistán que alentaron su capacidad académica. En una entrevista televisiva en 2016, Mavalvala declaró que:
"cuando todos tienen acceso a la educación, es cuando todas las demás cosas encuentran su lugar"... [Debes] hacer lo que te gusta, encontrar una manera de hacerlo. Las personas deberían hacer lo que más disfrutan y creo que para toda la sociedad, ya sea en Pakistán o en cualquier otro lugar, tenemos que crear oportunidades para que las jóvenes hagan lo que saben hacer bien y hagan lo que les gusta hacer, hay que cultivar el sentido de la ilusión en un niño."

## Carrera
Como estudiante graduada en el MIT, realizó su trabajo de doctorado con el Dr. Rainer Weiss, donde Mavalvala desarrolló un prototipo de interferómetro láser para detectar ondas gravitacionales. Después de graduarse, fue investigadora postdoctoral y luego científica de investigación en el Instituto de Tecnología de California, comenzando su trabajo con antecedentes de microondas cósmicos, y finalmente trabajando en el LIGO. Se centra principalmente en dos campos de la física: la astrofísica de ondas gravitacionales y la ciencia de medición cuántica. Mavalvala se unió a la facultad de física del MIT en 2002. En 2017 fue elegida para la Academia Nacional de Ciencias (Estados Unidos).

### Detección de ondas gravitacionales.
Mavalvala formó parte del equipo de científicos que, por primera vez, observó ondas en la estructura del espacio-tiempo llamadas ondas gravitacionales. Ha estado trabajando en ondas gravitacionales desde 1991. Anunciado al público el 11 de febrero de 2016, la detección confirmó una predicción importante de la Relatividad general de Albert Einstein de 1915.
Después del anuncio de la observación, se convirtió en una científica célebre en su país de nacimiento, Pakistán. Hablando con la prensa, afirmó que "realmente estamos presenciando la apertura de una nueva herramienta para hacer astronomía".
Durante una entrevista con el periódico pakistaní Dawn, después de la detección de ondas gravitacionales, afirmó que estaba desconcertada por el interés público de su investigación en Pakistán. Señaló: "Realmente pensé en lo que quiero que la gente sepa en Pakistán, ya que he atraído algo de atención allí. Cualquiera debería tener éxito, ya sea mujer, minoría religiosa u homosexual. Simplemente no importa." En una declaración del primer ministro de Pakistán, Nawaz Sharif, este elogió a Mavalvala, calificándola de fuente de inspiración para los científicos y estudiantes paquistaníes que aspiran a convertirse en futuros científicos. También afirmó que "toda la nación está orgullosa de su valiosa contribución".
El 20 de febrero de 2016, el embajador de Pakistán en los Estados Unidos, Jalil Abbas Jilani, transmitió el mensaje de felicitación del Gobierno de Pakistán a Mavalvala por su sobresaliente logro en el campo de la astrofísica. También la invitó a volver a visitar Pakistán, y ella aceptó.

### Enfriamiento por láser
El enfriamiento óptico de los espejos hasta casi cero absoluto puede ayudar a eliminar el ruido (procesamiento de señal) que surge de las vibraciones térmicas. Parte del trabajo de Mavalvala se centra en la extensión de las técnicas de enfriamiento por láser para enfriar ópticamente y atrapar más y más objetos masivos, tanto para el proyecto LIGO como para otras aplicaciones, con vistas a permitir la observación de fenómenos cuánticos en objetos macroscópicos. Resultados prominentes de su grupo en esta área incluyen la refrigeración de un objeto de una escala de un centímetro a una temperatura de 0,8 K y la observación de un péndulo de 2.7 kilogramos cerca de su estado fundamental. Estos experimentos sientan las bases para observar el comportamiento cuántico en objetos a escala humana.

### Estados cuánticos de la luz
Mavalvala también ha trabajado en el desarrollo de estados cuánticos exóticos de luz, y en particular en la generación de luz en estados coherentes exprimidos. Al introducir tales estados en el interferómetro de Michelson a escala kilométrica de los detectores LIGO, su grupo mejoró enormemente la sensibilidad del detector al reducir el ruido cuántico; tales estados comprimidos también tienen muchas otras aplicaciones en física experimental.

## Reconocimientos
En 2017, la Corporación Carnegie de Nueva York honró a Mavalvala como una de sus ganadoras de los Great Immigrants (Inmigrantes Notables). Los premios van a "ciudadanos naturalizados que han hecho contribuciones notables al progreso de la sociedad estadounidense".
En 2014, la National Organization of Gay and Lesbian Scientists and Technical Professionals (NOGLSTP) reconoció a Mavalvala como la Científica LGBTQ del Año.

### Premio de Tecnología Lahore
Mavalvala ganó el primer Lahore Technology Award otorgado por la Universidad de Tecnología de la Información el 17 de diciembre de 2017.